# Make Up (EP)
Make Up é o extended play de estreia da cantora e dançarina sul-coreana Hyomin. O EP foi lançado em 30 de junho de 2014 pela Core Contents Media. O single "Nice Body" foi usada para promover o EP.
Após anunciar a estreia solo de duas integrantes do T-ara, a Core Contents Media lançou um teaser para a estreia de Hyomin em 29 de abril, seguido por um anúncio sobre o nome do single e o EP.

## Lançamento
O videoclipe completo de "Nice Body" foi lançado em 30 de junho de 2014, em conjunto do extended play, Wake Up. Hyomin realizou sua apresentação de estreia no programa da KBS, Music Bank. Em 20 de julho de 2014, o segundo single do EP, "척 했어 (Fake It)", foi lançado. "Nice Body" alcançou a posição 13 na parada de singles da Gaon.

## Vídeo musical
Uma versão regular e uma versão de dança do vídeo musical foram simultaneamente lançados em 30 de junho de 2014, no mesmo dia do lançamento do EP.

## Lista de faixas
| N.º            | Título                     | Letras                      | Música                      | Duração |  |
| 1.             | "Nice Body"                | D.C. Kang, Loco (H.W.) Kwon | D.C. Kang, Elephant Kingdom | 3:28    |  |
| 2.             | "Fake It (척했어)"         | D.C. Kang, Chakun           | D.C. Kang, Star Wars        | 3:09    |  |
| 3.             | "Overcome"                 | Hyomin                      | Hyomin                      | 4:04    |  |
| 4.             | "Nice Body (instrumental)" |                             | D.C. Kang, Elephant Kingdom | 3:28    |  |
| 5.             | "Fake It (instrumental)"   |                             | D.C. Kang, Star Wars        | 3:09    |  |
| Duração total: | Duração total:             | Duração total:              | Duração total:              | 17:33   |  |

## Desempenho nas paradas musicais

### Paradas de álbuns
| Parada                            | Melhor posição nas paradas |
| --------------------------------- | -------------------------- |
| Parada de álbuns semanais da Gaon | 6                          |
| Parada de álbuns mensais da Gaon  | 15                         |

### Paradas desingles
| Parada                       | Melhor posição nas paradas |
| ---------------------------- | -------------------------- |
| Parada de singles da Gaon    | 13                         |
| Gaon Streaming Singles chart | 31                         |
| Gaon BGM Chart               | 17                         |
| Gaon Download Singles Chart  | 9                          |
| Gaon Mobile Ringtone chart   | 51                         |
| Billboard K-Pop Hot 100      | 18                         |

### Vendas e certificações
| Paradas                | Vendas        |
| ---------------------- | ------------- |
| Vendas físicas da Gaon | - KOR: 8,868+ |

| Parada                      | Vendas          |
| --------------------------- | --------------- |
| Parada de downloads da Gaon | - KOR: 205,741+ |